# Звіад Гогітідзе
Звіад Гогітідзе (нар. 22 квітня 1966, Тбілісі) — грузинський історик, політик.
Закінчив Університет Сулхан-Саба Орбеліані та Тбіліський державний педагогічний університет імені Сулхан-Саби Орбеліані. У 2007-2008 роках був депутатом парламенту Грузії 6-го скликання за партійним списком, виборчий блок: «Національний рух – демократи».